# Groß Oesingen
Groß Oesingen er en kommune i den vestlige del af Landkreis Gifhorn i den tyske delstat Niedersachsen. Den ligger i den nordvestlige del af amtet (Samtgemeinde) Wesendorf . I kommunen ligger følgende landsbyer og bebyggelser: Klein Oesingen, Mahrenholz, Zahrenholz, Texas og Schmarloh.